# Schleinitzia
Schleinitzia är ett släkte av ärtväxter. Schleinitzia ingår i familjen ärtväxter.
Kladogram enligt Catalogue of Life:
| Schleinitzia | \| \| Schleinitzia fosbergii \| \| \| \| \| \| Schleinitzia insularum \| \| \| \| \| \| Schleinitzia megaladenia \| \| \| \| \| \| Schleinitzia novo-guineensis \| \| \| \| |
|              | \| \| Schleinitzia fosbergii \| \| \| \| \| \| Schleinitzia insularum \| \| \| \| \| \| Schleinitzia megaladenia \| \| \| \| \| \| Schleinitzia novo-guineensis \| \| \| \| |
|              | Schleinitzia fosbergii |
|              | |
|              | Schleinitzia insularum |
|              | |
|              | Schleinitzia megaladenia |
|              | |
|              | Schleinitzia novo-guineensis |
|              | |

## Bildgalleri

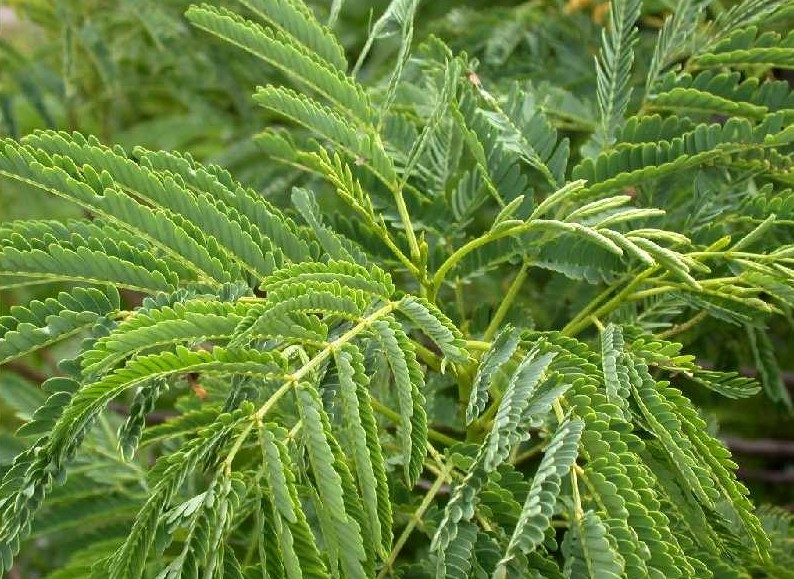